# Giovanni Salamone
Giovanni Salamone (Barcellona Pozzo di Gotto, 30 agosto 1948 – Barcellona Pozzo di Gotto, 12 gennaio 1991) è stato un imprenditore italiano.
Lavorò nel campo edile. Fu consigliere comunale di Barcellona Pozzo di Gotto per il Partito Repubblicano Italiano, eletto nel giugno del 1990. Venne ucciso nel 1991 con colpi d'arma da fuoco in via Pezzanave, nella periferia del paese, dalla mafia barcellonese, dopo essersi opposto ad una richiesta di pizzo. Fu la prima volta che la criminalità locale colpì un rappresentante politico.